# Grumman HU-16 Albatross

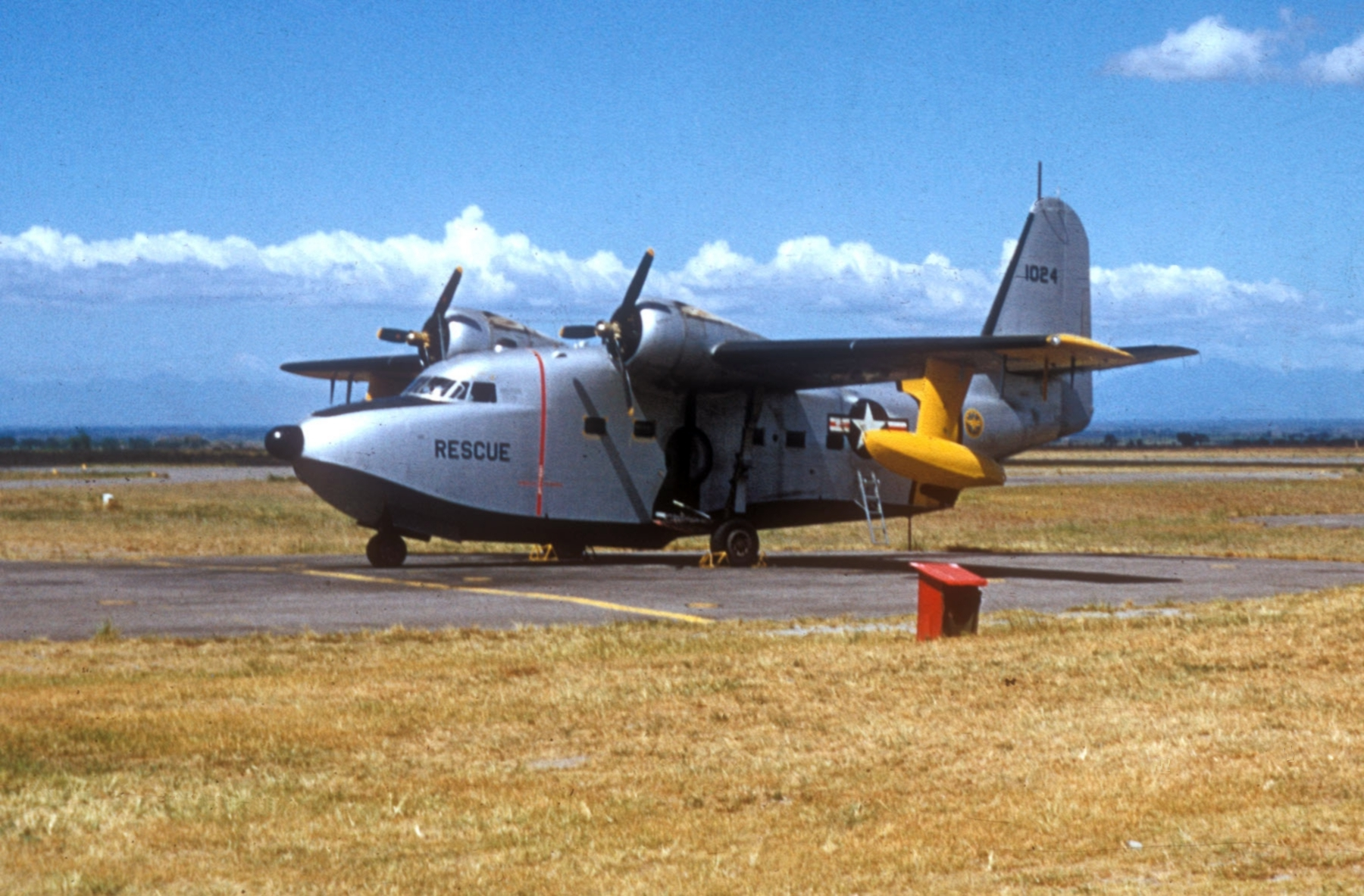
SA-16A thuộc USAF trong chiến tranh Triều Tiên.

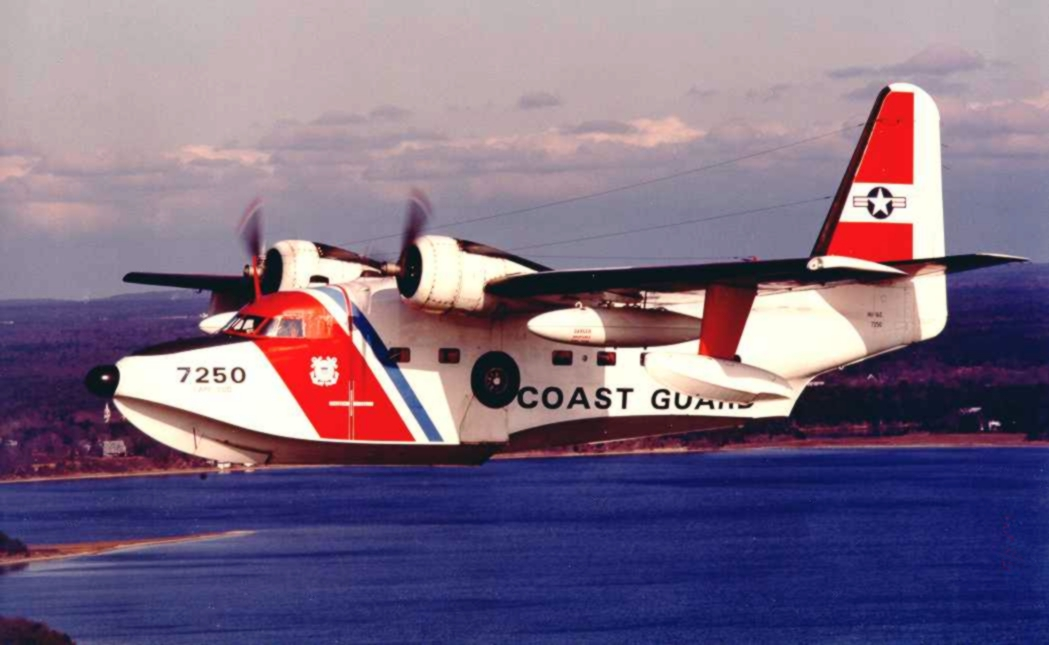
HU-16E thuộc Cảnh sát biển Hoa Kỳ trong thập niên 1970.

Grumman HU-16 Albatross là một loại tàu bay lưỡng cư hai động cơ, được Không quân Hoa Kỳ, Hải quân Hoa Kỳ và Cảnh sát biển Hoa Kỳ sử dụng. Nhiệm vụ chủ yếu của nó là tìm kiếm cứu nạn dân sự và quân sự. Không quân định danh là SA-16, hải quân và cảnh sát biển Hoa Kỳ định danh là JR2F-1 và UF-1. Nó được tái định danh là HU-16 năm 1962.

## Biến thể
- XJR2F-1
- HU-16A (tên gốc SA-16A)
- HU-16A (tên gốc UF-1)
- HU-16B (tên gốc SA-16A)

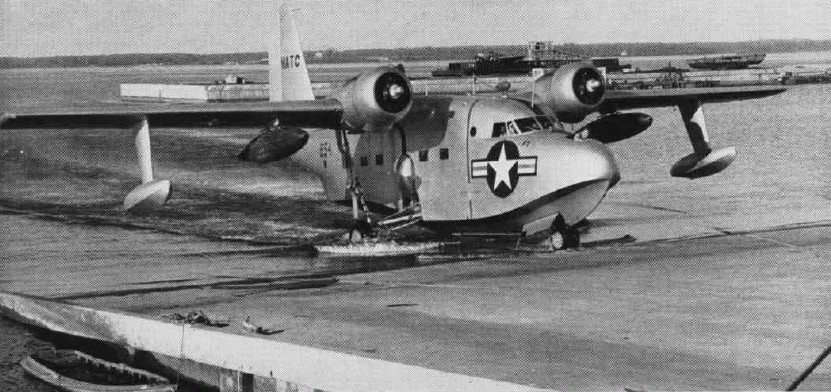
Mẫu thử XJR2F-1 tại Căn cứ không quân hải quân Patuxent River trong thập niên 1940.

- SHU-16B (HU-16B hoán cải cho tác chiến chống ngầm)
- HU-16C (tên gốc UF-1)
- LU-16C (tên gốc UF-1L)
- TU-16C (tên gốc UF-1T)
- HU-16D (tên gốc UF-1)
- HU-16D (tên gốc UF-2)
- HU-16E (tên gốc UF-1G)
- HU-16E (tên gốc SA-16A)
- G-111 (tên gốc SA-16A)
- CSR-110[2]

## Quốc gia sử dụng
Argentina
- Không quân Argentina
- Hải quân Argentina

 Brasil
- Không quân Brazil

 Canada
- Không quân Hoàng gia Canada

 Chile
- Không quân Chile
- Hải quân Chile

 Đài Loan
- Không quân Cộng hòa Trung Hoa

 Đức
- Hải quân Đức

 Hy Lạp
- Không quân Hy Lạp

 Iceland
- Cảnh sát biển Iceland

 Indonesia
- Không quân Indonesia
- Hải quân Indonesia

 Ý
- Không quân Italy

 Nhật Bản
- Lực lượng Phòng vệ Biển Nhật Bản

 Malaysia
- Không quân Hoàng gia Malaysia

 México
- Không quân Mexico

 Na Uy
- Không quân Hoàng gia Na Uy

 Pakistan
- Không quân Pakistan

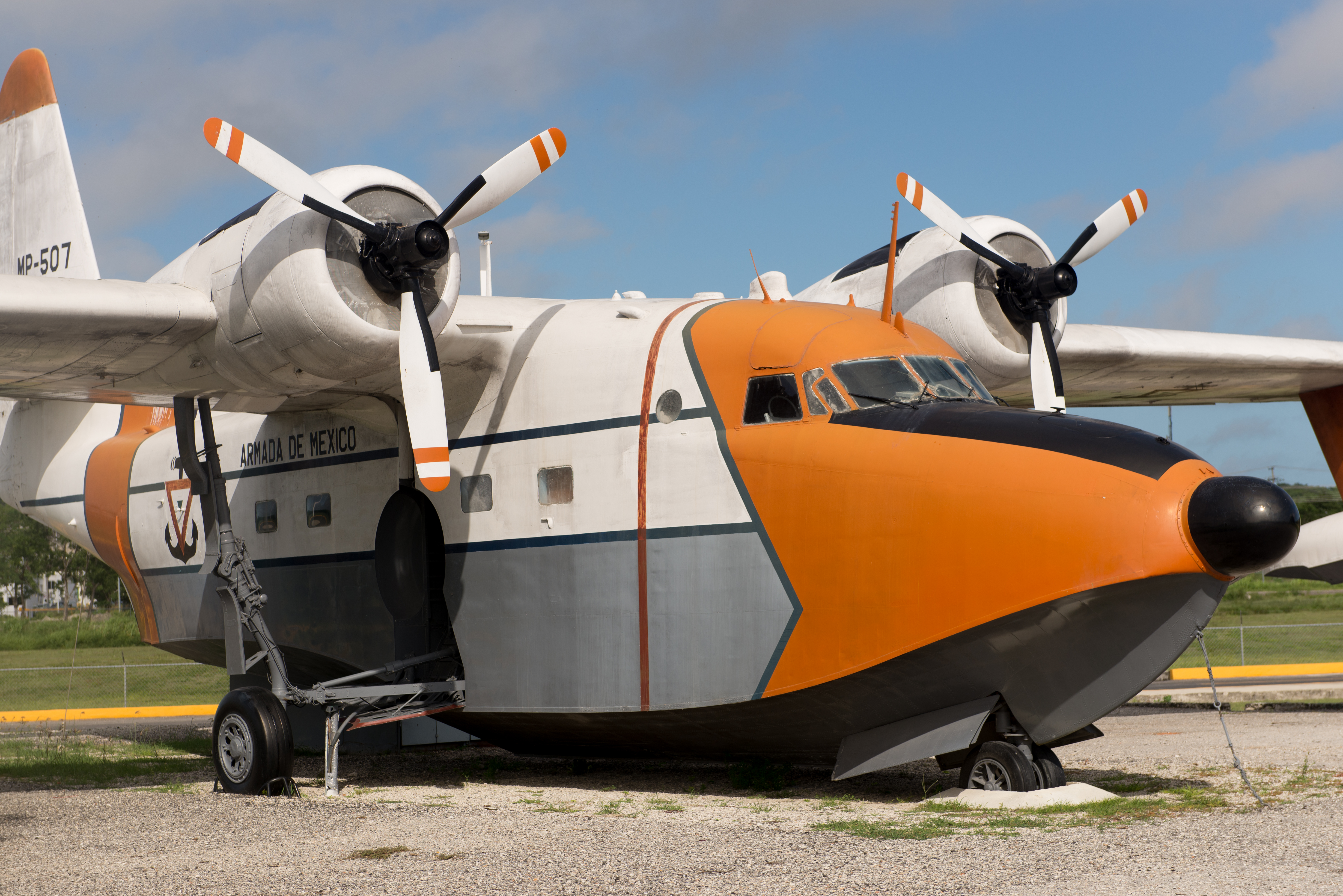
Mexico

- Hải quân Pakistan - Binh chủng không quân hải quân Pakistan

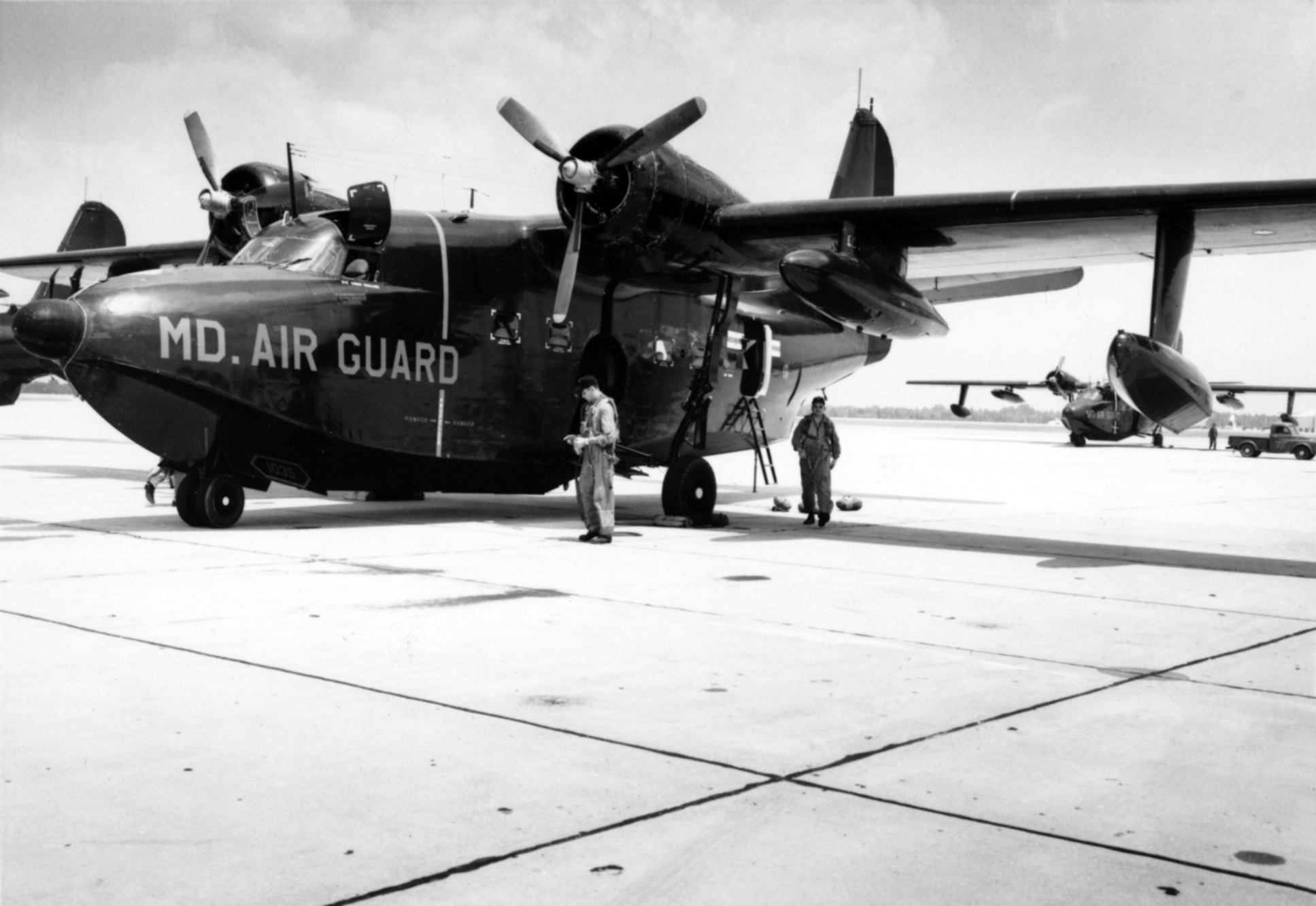
HU-16B thuộc Phi đoàn không vận số 135, Không quân vệ binh quốc gia Maryland, trong thập niên 1960.

 Perú
- Không quân Peru

 Philippines
- Không quân Philippine
- Hải quân Philippine

 Bồ Đào Nha
- Không quân Bồ Đào Nha

 Tây Ban Nha
- Không quân Tây Ban Nha

 Thái Lan
- Hải quân Hoàng gia Thái Lan

 Hoa Kỳ
- Không quân Hoa Kỳ
- Tuần duyên Hoa Kỳ
- Hải quân Hoa Kỳ

## Tính năng kỹ chiến thuật (HU-16B)

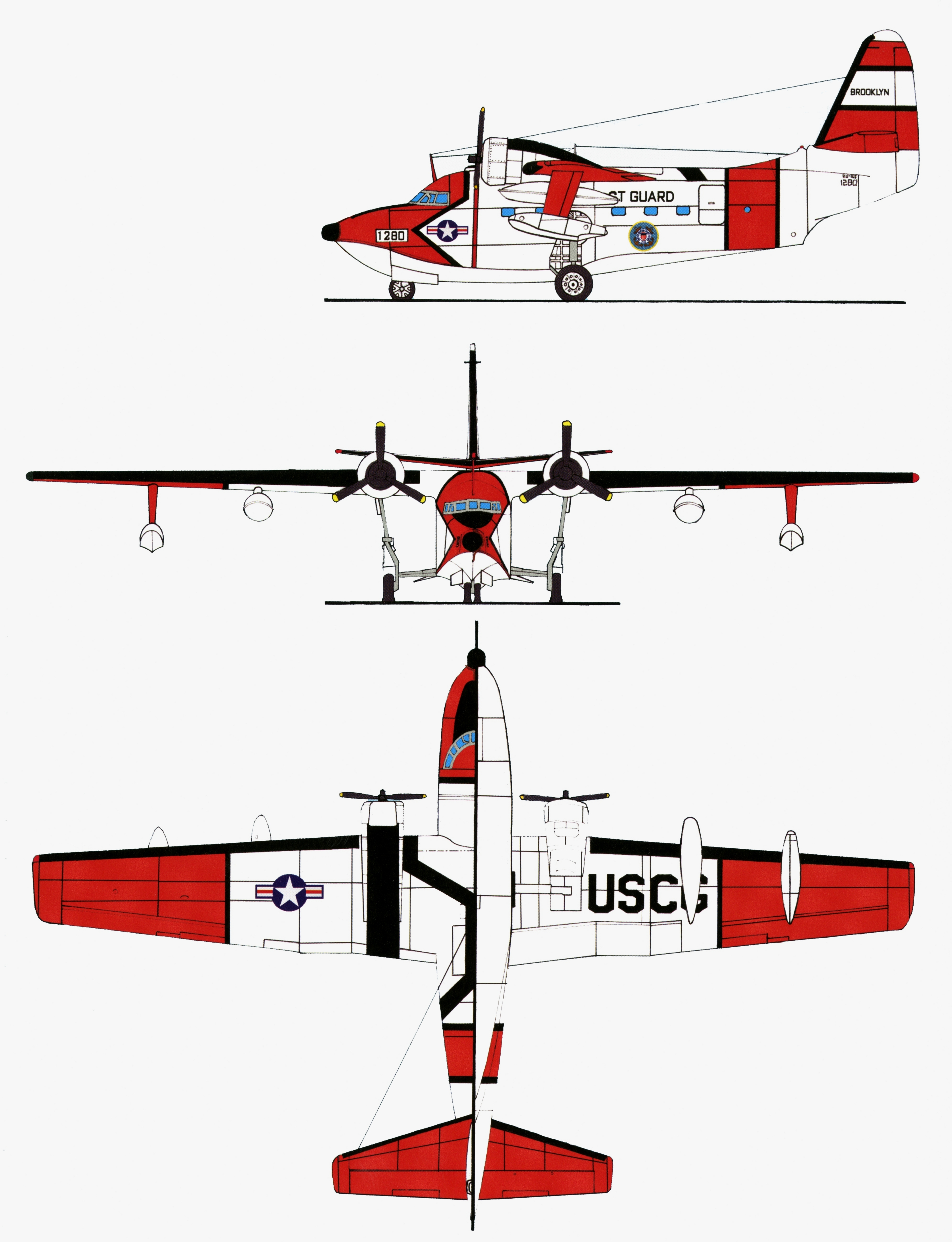
Grumman HU-16E

Dữ liệu lấy từ Albatross: Amphibious Airborne Angel 
Đặc điểm tổng quát
- Kíp lái: 4-6
- Sức chứa: 10 hành khách
- Chiều dài: 62 ft 10 in (19,16 m)
- Sải cánh: 96 ft 8 in (29,47 m)
- Chiều cao: 25 ft 10 in (7,88 m)
- Diện tích cánh: 1035 ft²[4] (96,2 m²)
- Trọng lượng rỗng: 22.883 lb (10.401 kg)
- Trọng lượng có tải: 30.353 lb (13.797 kg)
- Trọng lượng cất cánh tối đa: 37.500 lb (17.045 kg)
- Động cơ: 2 × Wright R-1820-76 Cyclone 9, 1.425 hp (1.063 kW)  mỗi chiếc
- Sức chứa nhiên liệu: 675 US Gallon (2.550 L) bên trong, cộng 400 US Gal (1.512 L) ở đầu cánh cộng 2 thùng nhiên liệu phụ 300 US Gallon (1.135 L)

 Hiệu suất bay 
- Vận tốc cực đại: 205 knot (236 mph, 380 km/h)
- Vận tốc hành trình: 108 knot (124 mph, 200 km/h)
- Vận tốc tắt ngưỡng: 64 knot (74 mph, 119 km/h)
- Tầm bay: 2.478 nmi (2.850 mi, 4.589 km)
- Trần bay: 21.500 ft (6.550 m)
- Vận tốc lên cao: 1.450 ft/phút (7,4 m/s)

Trang bị vũ khí

- Không